# خرونوس
خرونوس (به یونانی: Χρονος, Khronos) یکی از ایزدان نخستین در اساطیر یونانی و تجسم شخصیت زمان در فلسفه پیشاسقراطی و ادبیات باستانی یونان بود. او اغلب با کرونوس تیتان اشتباه گرفته می‌شود، اما آن‌ها با یکدیگر در ارتباط نیستند. او شکل ظاهری خود را در نخستین زمان‌های عالم به صورت غیر مادی تشکیل داده بود. خرونوس به عنوان یک ایزد بی‌جسم، اما شبیه به مار، دارای سه سر شامل انسان، گاو و شیر به تصویر کشیده می‌شد. در تفسیرات دیگری او به مانند پیرمردی دانا، همراه با ریش‌های بلند خاکستری رنگ مجسم می‌شد. او همراه با همسر مار شکل خود، آنانکی (اجتناب‌ناپذیری) نخستین تخم کیهانی را خلق کردند و پس از جداکردن، آن را به فرم‌های تشکیل دهنده جهان یعنی زمین، آسمان و دریا تقسیم کردند. خرونوس و آنانکی به ادامه خلق چرخهٔ عالم، پس از ایجاد راهی برای عبور از چرخه آسمان و گذشتن از زمان ابدی ادامه دادند.